# Betrügerische Liebe
Betrügerische Liebe (Originaltitel: Inganno) ist eine italienische Miniserie, die am 9. Oktober 2024 auf Netflix veröffentlicht wurde. Sie ist ein Remake der britischen BBC-Miniserie Gold Digger.

## Inhalt
Die wohlhabende Gabriella begegnet dem deutlich jüngeren Mann Elia, der ihr in einer Notsituation hilft. Die beiden beginnen eine leidenschaftliche Beziehung, doch Gabriellas erwachsene Kinder Stefano und Gulia vermuten, Elia verfolge ein dunkles Ziel: das Vermögen seiner Partnerin.

## Produktion
Die Serie wurde von Cattleya produziert in Zusammenarbeit mit ITV Studios. Das Drehbuch stammt von Teresa Ciabatti, Eleonora Cimpanelli, Flaminia Gressi, Michela Straniero und Francesco Del Gaudio. Die Dreharbeiten fanden in Positano, Miseno und Neapel statt.
Die Serie wurde am 9. Oktober 2024 weltweit auf Netflix veröffentlicht.

## Besetzung und Synchronisation
Die deutschsprachige Synchronisation entstand nach den Dialogbuch von Barbara Bayer-Schur sowie unter der Dialogregie von Karin Grüger durch die Synchronfirma Iyuno-SDI Group Germany GmbH.
| Rolle             | Schauspieler         | Synchronsprecher     |
| ----------------- | -------------------- | -------------------- |
| Gabriella De Rosa | Monica Guerritore    | Nina Herting         |
| Elia Marini       | Giacomo Gianniotti   | Jan Makino           |
| Stefano Vasari    | Emanuel Caserio      | Alex Friedland       |
| Giulia Vasari     | Dharma Mangia Woods  | Magdalena Höfner     |
| Nico Vasari       | Francesco Del Gaudio | Carlos Fanselow      |
| Marina            | Denise Capezza       | Johanna von Gutzeit  |
| Delia             | Fabrizia Sacchi      | Mareile Moeller      |
| Mario Vasari      | Geppy Gleijeses      | Hanns Jörg Krumpholz |
| Mattia            | Gabriele Stella      | Amadeus Strobl       |